# Gladenbacher Kirschenmarkt

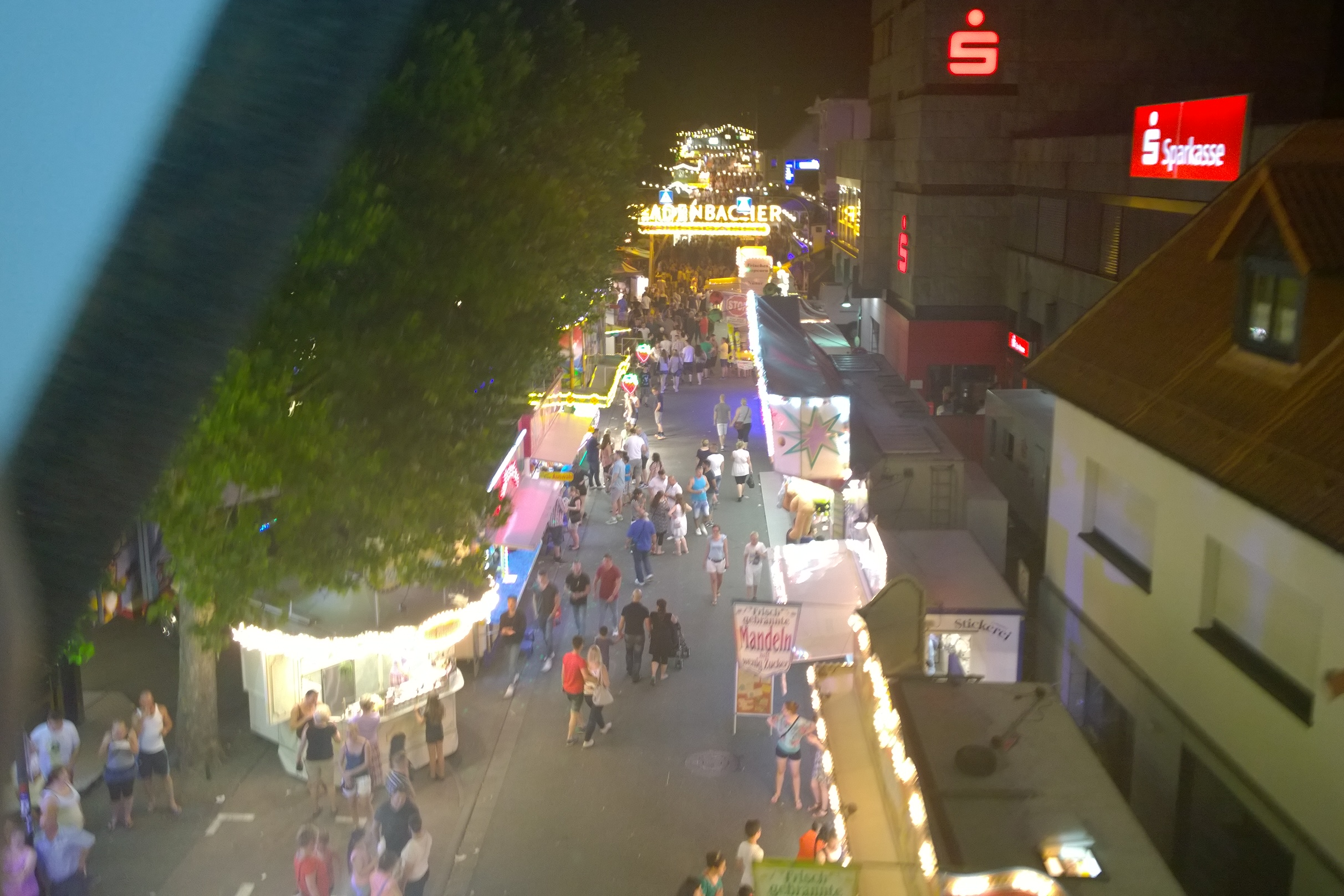
Der Gladenbacher Kirschenmarkt 2015

Der Gladenbacher Kirschenmarkt ist ein seit über 175 Jahren jährlich stattfindendes Volksfest in Gladenbach, das jeweils ab Mitte der letzten Juni- bzw. ersten Juliwoche veranstaltet wird. Es gilt als größtes Volksfest in der Region des Lahn-Dill-Berglandes. Veranstaltet wird es von der ansässigen Kur- und Freizeitgesellschaft. Im Jahr 2006 betrug die Besucherzahl laut Veranstalterangaben 130.000, für 2012 wird von bis zu 150.000 Besuchern ausgegangen. Bei dem letzten Kirschenmarkt im Jahr 2019 wurden 110.000 Besucher verzeichnet.

## Ablauf
Offiziell eröffnet wird der Kirschenmarkt dabei an dem Donnerstag, der dem ersten Sonntag im Juli vorausgeht. Im Vorfeld findet stets die „Kirschenmarkt-Disco-Party“ statt. Im Großzelt begrüßt der Bürgermeister mit einem Fassanstich die Gäste. Anschließend findet ein Konzert des ansässigen Musikvereins statt.
Am nächsten Tag beginnt der Krammarkt mit etwa 250 Händlern. Am Abend bildet die Wahl der „Kirschenkönigin“ und ihres Prinzen den Höhepunkt des Festes. Am folgenden Samstagmorgen kann man das „Gladenbacher Kirschenmarktfrühstück“ bestellen.
Am Sonntag, dem letzten Tag des Kirschenmarkts, findet ein Festumzug vor etwa 30.000 Zuschauern statt, an dem etwa 50 Gruppen teilnehmen. Am Abend wird das Fest mit einem Feuerwerk beendet.
Eine Attraktion ist die sogenannte „Fressgasse“, ein Wegabschnitt zum Gladenbacher Marktplatz, an dem beidseitig verschiedene Lebensmittel und Süßigkeiten angeboten werden. Weiter sind Fahrbetriebe vertreten, darunter Autoscooter, Geisterbahn und Riesenrad.

## Geschichte
Die Ursprünge des Gladenbacher Kirschenmarktes gehen auf den Kirschenmarktsonntag seit dem Jahr 1837 zurück, welcher damals als zusätzlicher Markttag genutzt wurde.
Der Kirschenmarkt in seiner heutigen Form, mit Fahrgeschäften und der Wahl der Kirschenkönigin, entwickelte sich erst im Laufe der 1950er Jahre. Dabei fand am 2. Juli 1952 der erste Umzug statt.